# Raica Oliveira
Raica Oliveira, född 22 januari 1984 i Niterói, Rio de Janeiro i Brasilien, är en brasiliansk fotomodell.
När Raica var 14 år började hon jobba på en modellagentur i Rio de Janeiro. Senare reste hon till New York för att jobba där. När tidningen Vogue fick syn på henne lät man henne få göra modellreportage. Det gjorde succé. Därefter började Oliveira jobba på Belstaff, Chanel, Gucci, Calvin Klein, Burberry, Versace, Lancôme, L'Oréal och Chloé. Hon är bosatt i New York och Rio de Janeiro.